# Nørskov Vig
Nørskov Vig er en næsten lukket lagune på nordspidsen af Venø i Limfjorden. I  1987 blev der oprettet et vildtreservat omkring vigen for at at beskytte rugende fugle mod forstyrrelse, og der er adgangsforbud fra 1. april til 15. juli. Reservatet omfatter Nørskov Vig, samt tangerne Tørs Odde og Bradser Odde, der tilsammen udgør ca. 32 ha, i alt er reservatet på  160 ha med vandarealerne.
Tangerne består af strandvolde, hvor en bestand af spættet sæl holder til.
I 1920 blev området  købt af Limfjordsøsterskompagniet, der ville forsøge at producere østersyngel der.
Vigen blev lukket med en dæmning, men 
projektet  blev opgivet allerede i begyndelsen af  1930'erne. 
Nørskov Vig er en del af  Natura 2000-område nr. 62 Venø, Venø Sund og er både habitatområde og fuglebeskyttelsesområde.

## Eksterne kilder og henvisninger
- skovognatur.dk
- dofbasen.dk
- vandognatur.dk Naturplan 62 Venø og Venø Sund (Webside ikke længere tilgængelig)

|  | Denne artikel om lokaliteten Nørskov Vig kan blive bedre, hvis der indsættes et (bedre) billede. Du kan hjælpe ved at afsøge Wikimedia Commons for et passende billede eller lægge et op på Wikimedia Commons med en af de tilladte licenser og indsætte det i artiklen. |

56°34′31″N 8°38′55″Ø / 56.57528°N 8.64861°Ø